# إيدي سينادينوفيتش
إيدي سينادينوفيتش مواليد 28 أبريل 1988 في ليسكوفاتس، جمهورية صربيا الاشتراكية، هو لاعب كرة سلة صربي. بدأ مسيرته الاحترافية في سنة 2005. يلعب مع نادي برنو لكرة السلة في الدوري التشيكي الوطني لكرة السلة كلاعب هجوم خلفي. يحمل الرقم 5. لعب مع إم زد تي سكوبيه في كأس أوروبا لكرة السلة.

## روابط خارجية
- إيدي سينادينوفيتش على موقع كرة السلة الأوروبية.كوم (الإنجليزية)
- إيدي سينادينوفيتش على موقع ريلجم (الإنجليزية)
- إيدي سينادينوفيتش على موقع بروبوليرز (الإنجليزية)